# Jim Parrack

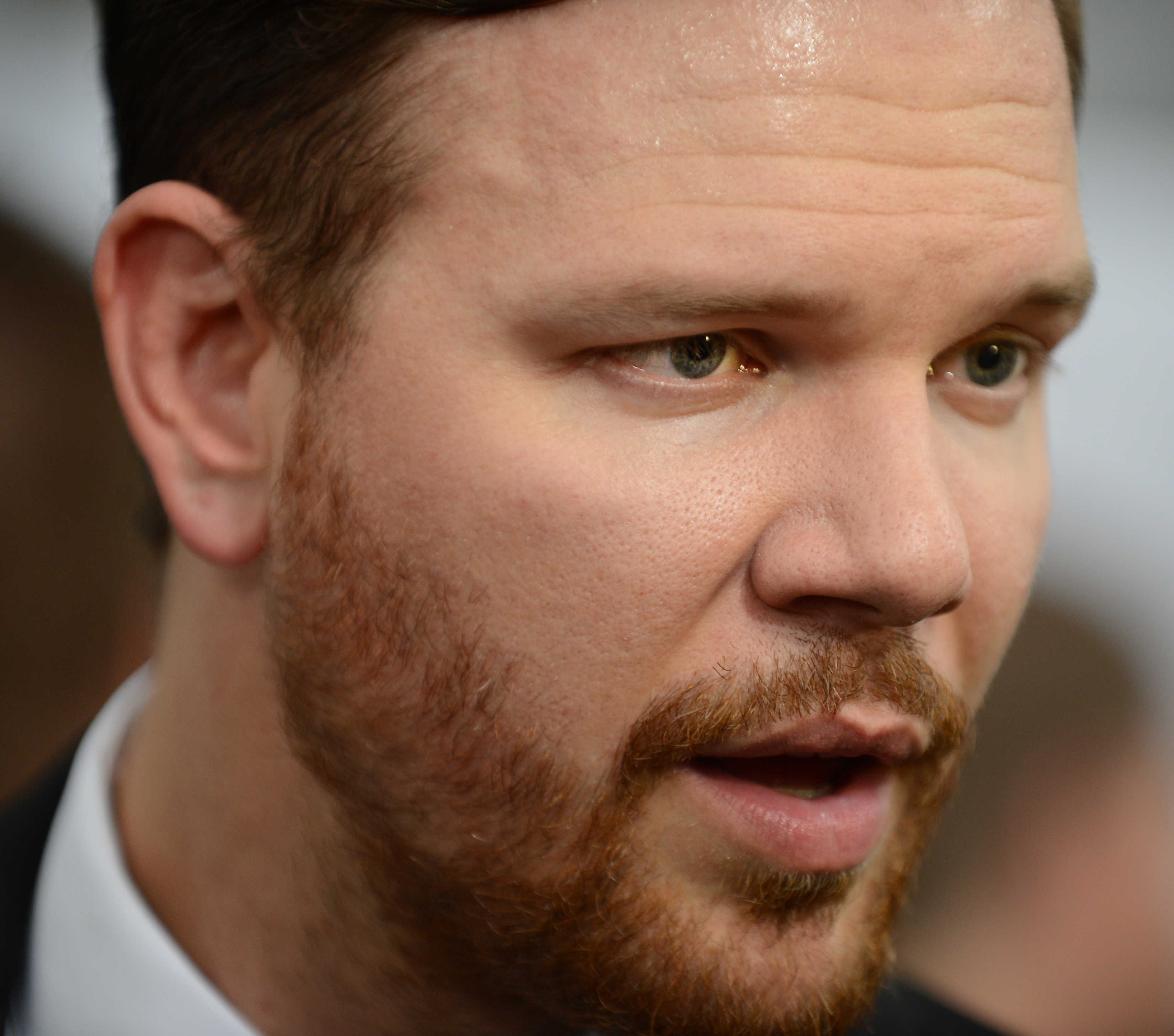
Jim Parrack in 2014

Jim Parrack (Allen (Texas), 8 februari 1981) is een Amerikaans acteur.

## Biografie
Parrack doorliep de high school aan de Allen High School in zijn geboorteplaats Allen (Texas). Na zijn studie verhuisde hij naar Los Angeles waar hij het acteren leerde aan de The Stella Adler Academy en Playhouse West, beide in Los Angeles. 
Parrack begon in 2006 met acteren in de televisieserie Monk, waarna hij nog meerdere rollen speelde in televisieseries en films. Hij is vooral bekend van zijn rol als Hoyt Fortenberry in de televisieserie True Blood waar hij in 58 afleveringen speelde (2008-2012). Voor deze rol won hij samen met de cast een Satellite Award in de categorie Beste Cast.
Parrack was van 2008 tot en met 2013 getrouwd.

## Filmografie

### Films
Uitgezonderd korte films.
- 2023 Grace Point - als Cutter
- 2021 Fast & Furious 9 - als Kenny Linder
- 2020 The Dark End of the Street - als Richard
- 2019 Silo - als junior
- 2019 God Send - als Alex James
- 2019 Buck Run - als Jim Daniels
- 2018 Last Supper - als McCarthy
- 2017 Lost Child - als Mike
- 2017 Trouble - als Curt
- 2017 The Labyrinth - als Malvo
- 2016 Priceless - als Garo
- 2016 Suicide Squad - als Frost
- 2016 The Heyday of the Insensitive Bastards - als Paul
- 2015 The Adderall Diaries - als Roger
- 2015 Wild Horses - als hulpsheriff Rogers
- 2014 Fury - als Sergeant Binkowski
- 2013 Daisy's – als de verloren zoon
- 2013 A Night in Old Mexico – als Moon
- 2013 Child of God – als hulpsheriff Cotton
- 2013 As I Lay Dying – als Cash
- 2013 Isolated – als vredesambassadeur
- 2011 Post – als Jim
- 2011 Sal – als Keir Dullea
- 2011 World Invasion: Battle Los Angeles– als Peter Kerns
- 2007 Finishing the Game: The Search for a New Bruce Lee – als Jerry
- 2006 Annapolis – als AJ

### Televisieseries
Uitgezonderd eenmalige gastrollen.
- 2020-2024 9-1-1: Lone Star - als Judd Ryder - 69 afl.
- 2018 The Deuce - als Russell - 5 afl.
- 2015 Resurrection - als preker James - 4 afl.
- 2008-2014 True Blood – als Hoyt Fortenberry – 65 afl.

- Gemeinsame Normdatei: 1094909106
- International Standard Name Identifier: 0000 0000 6221 1605
- Library of Congress Control Number: no2009084338
- Nationale Bibliotheek van Israël: 987012469336005171
- Virtual International Authority File: 90499573
- WorldCat: E39PBJdcvHK7dQRHjyHpxWJCcP